# San Jose de Buan
San Jose de Buan é um município de  quarta classe de renda municipal (d) na província Samar, nas Filipinas. De acordo com o censo de 1 de maio  de  2020 possui uma população de 7 767 pessoas e 1 675 domicílios.